# Спутник (Павлодарская область)
Спутник (каз. Спутник) — станция в Павлодарской области Казахстана. Находится в подчинении городской администрации Аксу. Входит в состав Пограничного сельского округа. Код КАТО — 551665500.

## Население
В 1999 году население станции составляло 472 человека (230 мужчин и 242 женщины). По данным переписи 2009 года, в населённом пункте проживали 323 человека (143 мужчины и 180 женщин).